# Erik Kofoed-Hansen
Erik Kofoed-Hansen (30. januar 1897 i København – 5. marts 1965 i Virum) var en dansk fægter og søofficer. 
Erik Kofoed-Hansen var søn af viceadmiral Otto Joachim Moltke Kofoed-Hansen, blev student fra Metropolitanskolen 1915, sekondløjtnant i Marinen 1918 og avancerede til premierløjtnant 1919, overført til søløjtnant I 1923, blev kaptajnløjtnant 1926, orlogskaptajn 1936 og kommandørkaptajn 1940. 1957 overgik han til reserven. Han var Ridder af Dannebrog, Dannebrogsmand og modtog Hæderstegnet for god tjeneste ved Søetaten og nogle udenlandske ordener.
Erik Kofoed-Hansen, der repræsenterede Idrætsforeningen for Søværnets officerer, deltog ved Sommer-OL 1932 i Los Angeles, hvor han deltog i individuel fleuret og kårde og sluttede på to niende pladser. Endvidere deltog han på det danske hold på fleuret, kårde og sabel, hvor resultaterne var en fjerde og to femte pladser. 
Han blev gift 14. februar 1937 med Greta Aström (21. april 1914 i Gällivare, Sverige – ?, datter af kronojägare Lars Peter Aström (død 1941) og hustru Gustava f. Nordvall.